# At Your Best (You Are Love)
Az At Your Best (You Are Love) Aaliyah amerikai énekesnő második kislemeze első, Age Ain’t Nothing but a Number című albumáról. A dal az Isley Brothers azonos című, tizennyolc évvel korábbi számának feldolgozása. A dalt korábban többen is feldolgozták, de Aaliyah változata lett a legsikeresebb. A kislemezen a dalnak nem az albumváltozata szerepel, hanem egy remixe, melyben R. Kelly is szerepel. Aaliyah első albumán ez az egyetlen dal, melyet nem Kelly írt.

## Fogadtatása
A dal az amerikai Billboard Hot 100 slágerlistán a 6. helyig jutott, az ARC Weekly Top 40-n a 4., a Billboard Hot R&B/Hip-Hop Songs listán a 2. helyig. Az Egyesült Államokon kívül kevésbé lett sikeres, az Egyesült Királyságban a 27., Írországban a 30., Ausztráliában az 56. helyre került a slágerlistán.
A RIAA 1994. október 25-én aranylemezzé minősítette.

## Számlista
CD  maxi kislemez
1. At Your Best (You Are Love) (LP Mix) – 4:43
2. At Your Best (You Are Love) (Gangsta Child Remix) – 4:30
3. At Your Best (You Are Love) (Stepper’s Ball Remix) – 3:05
4. Back & Forth (Ms. Mello Remix) – 3:50

12" maxi kislemez (Egyesült Királyság)
1. (At Your Best) You Are Love (Gangstar Child Remix) – 4:30
2. (At Your Best) You Are Love (Stepper’s Ball Remix) – 3:05
3. (At Your Best) You Are Love (LP Mix) – 4:43
4. (At Your Best) You Are Love (UK Flavour Stepper’s Mix) – 4:55
5. (At Your Best) You Are Love (UK Flavour) – 4:57

12" maxi kislemez (Egyesült Királyság; promó)
1. At Your Best (You Are Love) (Gangstar Child Remix) – 4:30
2. At Your Best (You Are Love) (Stepper’s Ball Remix) – 3:05
3. At Your Best (You Are Love) (Stepper’s Ball Remix Instrumental) – 3:10
4. At Your Best (You Are Love) (LP Mix) – 4:43
5. At Your Best (You Are Love) (Gangstar Child Remix Instrumental) – 4:30

## Helyezések
| Slágerlista (1994)                             | Legmagasabb helyezés |
| ---------------------------------------------- | -------------------- |
| USA ARC Weekly Top 40                          | 4                    |
| USA Billboard Hot 100                          | 6                    |
| USA Billboard Hot R&B/Hip-Hop Singles & Tracks | 2                    |
| USA Billboard Top 40 Mainstream                | 40                   |
| USA Billboard Rhythmic Top 40                  | 2                    |
| Brit Top 75                                    | 27                   |
| Holland kislemezlista                          | 40                   |
| Ír kislemezlista                               | 30                   |
| Új-zélandi RIANZ kislemezlista                 | 39                   |